# Nanocladius vitellinus
Nanocladius vitellinus är en tvåvingeart som beskrevs av Jean-Jacques Kieffer 1913. Nanocladius vitellinus ingår i släktet Nanocladius och familjen fjädermyggor. Inga underarter finns listade i Catalogue of Life.